# Архипов, Николай Арсентьевич
Никола́й Арсе́нтьевич Архи́пов (23 октября 1918, Мологский уезд, Московская область — 31 июля 2003, Ростов-на-Дону) — командир эскадрильи 32-го истребительного авиационного полка 256-й истребительной авиационной дивизии 2-й воздушной армии Воронежского фронта, капитан. Герой Советского Союза (1943).

## Биография
Родился 23 октября 1918 года в деревне Путилково Брейтовской волости Мологского уезда Ярославской губернии в крестьянской семье. Русский. В 1929 году с родителями переехал в город Рыбинск Ярославской области. По окончании 7 классов и школы ФЗУ работал на Волжском машиностроительном заводе. Окончил аэроклуб.
В Красной Армии с 1939 года. В 1940 году окончил Сталинградскую военную авиационную школу лётчиков. Участник Великой Отечественной войны с июля 1941 года. Член ВКП(б)/КПСС с 1942 года.
Войну начал лейтенантом, летчиком-истребителем самолета «И-16». Защищал Москву, участвовал в оборонительных операциях в Крыму. Командир эскадрильи капитан Николай Архипов к середине июня 1943 года совершил 275 боевых вылетов, в 134 воздушных боях сбил лично 11 и в составе группы — 8 вражеских самолётов.
16 июля 1943 года под Курском лётчики-истребители совершили коллективный подвиг — эскадрилья из четырёх самолётов, которую возглавлял Николай Архипов, встретилась с воздушной группой противника из двадцати шести «хейнкелей» и «мессершмитов». Капитан Архипов первым атаковал врага, сбив двух фашистских стервятников. Всего гитлеровцы потеряли в этом бою семь истребителей.
Н. А. Архипов прошёл фронтовой путь до конца войны. День Победы встретил в Литве. Всего за период боевых действий произвел 382 боевых вылета из них: 31 боевой вылет на разведку; 41 — на штурмовку аэродромов и войск противника, на сопровождение бомбардировщиков 26 боевых вылетов, 60 — на прикрытие штурмовиков и 224 вылета на прикрытие своих войск от ударов с воздуха. Провел 148 воздушных боёв, в которых сбил 12 самолётов противника лично и 11 в группе. За это время сам несколько раз был сбит в воздушных боях, ранен и контужен.
Н. А. Архипов участвовал в параде Победы в Москве в качестве старшего группы от 336-й истребительной Краснознамённой Ковельской авиадивизии в составе 16 человек; в 1965 году был участником парада в Москве и приёма в Кремле в честь 20-летия Победы.
После войны Н. А. Архипов продолжал службу в ВВС СССР. В 1948 году окончил Высшие лётно-тактические курсы, а в 1953 году — курсы усовершенствования офицерского состава при Военно-воздушной академии. С 1955 года служил в Войсках противовоздушной обороны страны.
В 1973 году полковник Н. А. Архипов был уволен в запас. Жил в Ростове-на-Дону, работал начальником штаба гражданской обороны и начальником городского штаба Поста № 1. Являлся членом совета ветеранов войны Октябрьского райвоенкомата города.

Могила Н. А. Архипова на Северном кладбище Ростова-на-Дону.

Умер 31 июля 2003 года. Похоронен в Ростове-на-Дону на Северном кладбище.

## Награды
- два ордена Красного Знамени (5.12.1941[7], 30.9.1944[8]),
- два ордена Красной Звезды (3.10.1942[9], 05.11.1954[10]),
- Герой Советского Союза (орден Ленина и медаль «Золотая Звезда» № 1251; 28.9.1943)[11] — за мужество и героизм, проявленные в борьбе с немецко-фашистскими захватчиками
- два ордена Отечественной войны 1-й степени (24.5.1945[12], 6.4.1985[13]),
- медали, в том числе:
  - «За боевые заслуги» (22.3.1942[14], 17.05.1951[10])
- именные часы[9].

## Память
- Имя Героя высечено на памятнике в Рыбинске на Аллее Славы.
- Имя Архипова Н. А. высечено на памятнике ростовчанам — Героям Советского Союза и полным кавалерам ордена Славы, установленном на Площади Воинской Славы в Первомайском районе Ростова-на-Дону.